# Championnats du monde de natation en petit bassin 1997
Navigation
Édition 1995 Édition 1999
Les 3es championnats du monde de natation en petit bassin se sont déroulés à Göteborg (Suède) du 17 au 20 avril 1997.

## Tableau des médailles
| Rang | Pays              | Médaille d'or | Médaille d'argent | Médaille de bronze | Total |
| 1    | Australie         | 9             | 2                 | 8                  | 17    |
| 2    | Chine             | 6             | 5                 | 2                  | 13    |
| 3    | Suède             | 3             | 3                 | 1                  | 5     |
| 4    | Allemagne         | 2             | 6                 | 5                  | 12    |
| 5    | États-Unis        | 2             | 5                 | 5                  | 11    |
| 6    | Costa Rica        | 2             | 0                 | 0                  | 2     |
| 6    | Cuba              | 2             | 0                 | 0                  | 2     |
| 6    | Venezuela         | 2             | 0                 | 0                  | 2     |
| 9    | Royaume-Uni       | 1             | 1                 | 4                  | 6     |
| 10   | Brésil            | 1             | 1                 | 0                  | 2     |
| 11   | Biélorussie       | 1             | 0                 | 0                  | 1     |
| 11   | Danemark          | 1             | 0                 | 0                  | 1     |
| 13   | Russie            | 0             | 3                 | 1                  | 4     |
| 14   | Pologne           | 0             | 1                 | 1                  | 2     |
| 14   | Slovaquie         | 0             | 1                 | 1                  | 2     |
| 14   | Ukraine           | 0             | 1                 | 1                  | 2     |
| 17   | Japon             | 0             | 1                 | 0                  | 1     |
| 17   | Nouvelle-Zélande  | 0             | 1                 | 0                  | 1     |
| 17   | Roumanie          | 0             | 1                 | 0                  | 1     |
| 20   | Canada            | 0             | 0                 | 1                  | 1     |
| 20   | Pays-Bas          | 0             | 0                 | 1                  | 1     |
| 20   | Porto Rico        | 0             | 0                 | 1                  | 1     |
| #    | 22 pays médaillés | 32            | 32                | 32                 | 96    |

## Podiums

### Hommes
| Épreuves             | Or                                                                      | Or               | Argent                                                                 | Argent           | Bronze                                                            | Bronze         |
| -------------------- | ----------------------------------------------------------------------- | ---------------- | ---------------------------------------------------------------------- | ---------------- | ----------------------------------------------------------------- | -------------- |
| Nage libre           |                                                                         |                  |                                                                        |                  |                                                                   |                |
| 50 m                 | Francisco Sánchez (en)                                                  | 21 s 80          | Mark Foster                                                            | 22 s 03          | Ricardo Busquets                                                  | 22 s 17        |
| 100 m                | Francisco Sánchez (en)                                                  | 47 s 86          | Gustavo Borges                                                         | 48 s 16          | Michael Klim                                                      | 48 s 21        |
| 200 m                | Gustavo Borges                                                          | 1 min 45 s 45    | Trent Bray                                                             | 1 min 45 s 81    | Lars Conrad                                                       | 1 min 46 s 44  |
| 400 m                | Jacob Carstensen                                                        | 3 min 43 s 44    | Chad Carvin                                                            | 3 min 43 s 73    | Grant Hackett                                                     | 3 min 43 s 83  |
| 1 500 m              | Grant Hackett                                                           | 14 min 39 s 54   | Jörg Hoffmann                                                          | 14 min 40 s 67   | Graeme Smith                                                      | 14 min 46 s 85 |
| Papillon             |                                                                         |                  |                                                                        |                  |                                                                   |                |
| 100 m                | Lars Frölander                                                          | 51 s 95          | Geoff Huegill                                                          | 51 s 99          | Michael Klim                                                      | 52 s 02        |
| 200 m                | James Hickman                                                           | 1 min 55 s 55    | Denys Sylantyev                                                        | 1 min 55 s 76    | Scott Goodman                                                     | 1 min 55 s 94  |
| Dos                  |                                                                         |                  |                                                                        |                  |                                                                   |                |
| 100 m                | Neisser Bent                                                            | 52 s 77          | Brian Retterer                                                         | 53 s 06          | Adrian Radley                                                     | 53 s 36        |
| 200 m                | Neisser Bent                                                            | 1 min 54 s 21    | Wei Wang                                                               | 1 min 54 s 82    | Vladimir Selkov                                                   | 1 min 55 s 15  |
| Brasse               |                                                                         |                  |                                                                        |                  |                                                                   |                |
| 100 m                | Patrik Isaksson                                                         | 59 s 99          | Stanislav Lopukhov                                                     | 1 min 0 s 05     | Jens Kruppa                                                       | 1 min 0 s 18   |
| 200 m                | Alexander Goukov                                                        | 2 min 9 s 25     | Andrey Korneyev                                                        | 2 min 9 s 28     | Jens Kruppa                                                       | 2 min 10 s 53  |
| 4 nages              |                                                                         |                  |                                                                        |                  |                                                                   |                |
| 200 m                | Matthew Dunn                                                            | 1 min 57 s 46    | Christian Keller                                                       | 1 min 58 s 35    | Ron Karnaugh                                                      | 1 min 59 s 12  |
| 400 m                | Matthew Dunn                                                            | 4 min 6 s 89     | Xufeng Xie                                                             | 4 min 12 s 52    | Christian Keller                                                  | 4 min 12 s 53  |
| Relais               |                                                                         |                  |                                                                        |                  |                                                                   |                |
| 4 × 100 m nage libre | Allemagne Lars Conrad Christian Tröger Alexander Lüderitz Aimo Heilmann | 3 min 14 s 08    | Suède Fredrik Letzler Anders Holmertz Ola Fagerstrand Lars Frölander   | 3 min 14 s 22    | Australie Michael Klim Scott Logan Richard Upton Jeffrey English  | 3 min 14 s 83  |
| 4 × 200 m nage libre | Australie Michael Klim Grant Hackett Bill Kirby Matthew Dunn            | 7 min 2 s 74 RM  | Suède Anders Lyrbring Anders Holmertz Lars Frölander Fredrik Letzler   | 7 min 5 s 61     | Royaume-Uni Paul Palmer Andrew Clayton Mark Stevens James Salter  | 7 min 5 s 81   |
| 4 × 100 m 4 nages    | Australie Adrian Radley Phil Rogers Geoff Huegill Michael Klim          | 3 min 30 s 66 RM | Russie Vladimir Selkov Stanislav Lopukhov Denis Pankratov Roman Egorov | 3 min 32 s 56 RE | Royaume-Uni Martin Harris Richard Maden James Hickman Mark Foster | 3 min 32 s 61  |

### Femmes
| Épreuves             | Or                                            | Or               | Argent                                                                   | Argent           | Bronze                                                                   | Bronze        |
| -------------------- | --------------------------------------------- | ---------------- | ------------------------------------------------------------------------ | ---------------- | ------------------------------------------------------------------------ | ------------- |
| Nage libre           |                                               |                  |                                                                          |                  |                                                                          |               |
| 50 m                 | Sandra Völker                                 | 24 s 70 RE       | Jenny Thompson                                                           | 24 s 78          | Jingyi Le                                                                | 24 s 83       |
| 100 m                | Jenny Thompson                                | 53 s 46          | Sandra Völker                                                            | 53 s 50          | Jingyi Le                                                                | 53 s 72       |
| 200 m                | Claudia Poll                                  | 1 min 54 s 17 RM | Yun Nian                                                                 | 1 min 56 s 24    | Martina Moravcová                                                        | 1 min 56 s 66 |
| 400 m                | Claudia Poll                                  | 4 min 0 s 03 RM  | Natasha Bowron                                                           | 4 min 5 s 76     | Kerstin Kielgass                                                         | 4 min 7 s 13  |
| 800 m                | Natasha Bowron                                | 8 min 26 s 45    | Kerstin Kielgass                                                         | 8 min 28 s 10    | Carla Geurts                                                             | 8 min 28 s 96 |
| Papillon             |                                               |                  |                                                                          |                  |                                                                          |               |
| 100 m                | Jenny Thompson                                | 57 s 79 RM       | Cai Huijue                                                               | 57 s 92          | Misty Hyman                                                              | 57 s 95       |
| 200 m                | Limin Liu                                     | 2 min 7 s 20     | Hitomi Kashima                                                           | 2 min 7 s 34     | Misty Hyman                                                              | 2 min 7 s 54  |
| Dos                  |                                               |                  |                                                                          |                  |                                                                          |               |
| 100 m                | Donghua Lu                                    | 59 s 75          | Yan Chen                                                                 | 1 min 0 s 14     | Misty Hyman                                                              | 1 min 0 s 17  |
| 200 m                | Yan Chen                                      | 2 min 7 s 50     | Misty Hyman                                                              | 2 min 7 s 66     | Lia Oberstar                                                             | 2 min 8 s 29  |
| Brasse               |                                               |                  |                                                                          |                  |                                                                          |               |
| 100 m                | Kristy Ellem                                  | 1 min 8 s 27     | Alicja Pęczak                                                            | 1 min 8 s 33     | Svitlana Bondarenko                                                      | 1 min 8 s 39  |
| 200 m                | Kristy Ellem                                  | 2 min 22 s 68    | Larisa Lacusta                                                           | 2 min 25 s 60    | Alicja Pęczak                                                            | 2 min 25 s 62 |
| 4 nages              |                                               |                  |                                                                          |                  |                                                                          |               |
| 200 m                | Louise Karlsson                               | 2 min 11 s 19    | Martina Moravcová                                                        | 2 min 11 s 39    | Sue Rolph                                                                | 2 min 12 s 39 |
| 400 m                | Emma Johnson                                  | 4 min 35 s 18    | Sabine Herbst                                                            | 4 min 36 s 02    | Joanne Malar                                                             | 4 min 37 s 46 |
| Relais               |                                               |                  |                                                                          |                  |                                                                          |               |
| 4 × 100 m nage libre | Chine Le Jingyi Chao Na Shan Ying Nian Yun    | 3 min 34 s 55 RM | Allemagne Simone Osygus Antje Buschschulte Katrin Meissner Sandra Völker | 3 min 34 s 69 RE | Suède Johanna Sjöberg Louise Karlsson Malin Svahnström Therese Alshammar | 3 min 38 s 07 |
| 4 × 200 m nage libre | Chine Lu Na Wang Nian Yun Yan Chen Shan Ying  | 7 min 51 s 92 RM | Suède Johanna Sjöberg Josefin Lillhage Louise Jöhncke Malin Nilsson      | 7 min 56 s 04    | Australie Julia Greville Natasha Bowron Lise Mackie Emma Johnson         | 7 min 56 s 12 |
| 4 × 100 m 4 nages    | Chine Lu Donghua Han Xue Cai Huijue Le Jingyi | 3 min 57 s 83    | États-Unis Lia Oberstar Amanda Beard Misty Hyman Jenny Thompson          | 3 min 58 s 94    | Australie Meredith Smith Kristy Ellem Angela Kennedy Sarah Ryan          | 4 min 1 s 55  |

## Légende
- RM : record du monde
- RE : record d'Europe